# هيكارو كوساكا
هيكارو كوساكا (باليابانية: 小坂光؛ بالكانا: こさか ひかる) هو دراج ياباني، ولد في 21 أكتوبر 1988.

## وصلات خارجية
- هيكارو كوساكا على موقع الاتحاد الدولي للدراجات (الإنجليزية)
- هيكارو كوساكا على موقع أرشيف الدراجات (الإنجليزية)
- هيكارو كوساكا على موقع إحصائيات الدراجات الإحترافية (الإنجليزية)
- هيكارو كوساكا على موقع نسبة الدراجات (الإنجليزية)